# Bryan Akipa
Bryan Akipa (1957) è un flautista statunitense specializzato in particolare nell'utilizzo del siyotanka, uno strumento dei nativi americani che ricorda un flauto dolce.

## Biografia
Akipa appartiene al gruppo etnico dei Dakota e in particolare alla tribù Sioux dei Sisseton ed è nato e cresciuto in una riserva della sua tribù nel Dakota del Sud nordorientale.
Alle scuole superiori il musicista ha studiato sotto la guida dell'artista Oscar Howe, anch'esso appartenente ai Dakota. Proprio nello studio di Howe, Akipa vide per la prima volta un siyotanka e si appassionò così tanto a quell'oggetto e al suo tradizionale utilizzo, ormai quasi dimenticato, all'interno dei Dakota, da decidere di dedicarsi profondamente allo studio di questo strumento in ogni suo aspetto. Infatti, oltre ad imparare a suonarlo, egli imparò presto anche a fabbricarlo, realizzando il suo primo esemplare, in legno di cedro rosso, nel 1975.
Dopo gli studi superiori Akipa prestò servizio nell'esercito statunitense; poco dopo il suo congedo Howe, che egli aveva continuato a frequentare durante ogni licenza, morì e Akipa decise di iscriversi al corso di arti visive all'Università del Dakota del Sud a Vermillion, non trovandosi però a suo agio, egli decise infine di abbandonare il corso di arte per dedicarsi all'insegnamento elementare. Fu proprio durante le sue lezioni che egli ebbe l'idea di intrattenere i suoi alunni con melodie della sua gente suonate con il siyotanka. In breve le sue performance divennero più seguite e il suo pubblico iniziò a richiedere registrazioni di esse. Così, nel 1993 Akipa effettuò la sua prima collaborazione musicale e nel 1995 uscì il suo primo album da solista. Oggi il musicista ha all'attivo sei album più una serie di importanti collaborazioni.
Oltre ai già menzionati lavori, Akipa è stato ospite di diverse manifestazioni, tra le quali la A Prairie Awakening, un evento annuale che si svolge presso l'area protetta di Kuehn, vicino a Earlham, nell'Iowa.
Artista polivalente, Akipa ha poi frequentato anche il corso di arte digitale presso l'Istituto di arti indiane americane.

## Riconoscimenti
A partire dal 1998 con l'album The Flute Player, le sue opere hanno ricevuto diverse nomination e premi ai Native American Music Awards e lo stesso Akipa è stato nominato nel 2009 miglior artista maschile dell'anno.
Nel 2016 l'artista ha ricevuto il National Heritage Fellowship dal National Endowment for the Arts.

## Discografia
- Mystic Moments, SOAR, 1995.
- The Flute Player, Makoche, 1996.
- Thunderflute, SOAR, 1998.
- Eagle Dreams, Makoche, 2001.
- Song of the Aspen, Red Cedar Flute, 2005.
- Songs from the Black Hills, SOAR, 2008.

### Partecipazioni
- Peter Rowan, Awake Me in the New World, Sugar Hill, 1993.
- Paul Goble, Love Flute: A Story by Paul Goble, Dakotah, 1993.
- Brulé, We The People, Natural Visions, 1996.
- Brulé, One Nation, Natural Visions, 1999.
- Mary Louise Defender Wilson, My Relatives Say, Makoche, 2001.
- Brulé, The Collection, Natural Visions, 2004.